# キドカラー大道
キドカラー大道（キドカラーおおみち）は、日本の元タレント。

## プロフィール
北海道生まれ。ビートたけしに有楽町のニッポン放送前で『オールナイトニッポン』放送終了後に直訴し、1984年に弟子入り。たけし軍団の二軍的存在のたけし軍団セピアに在籍。1985年から1988年までの期間にボーヤと呼ばれる師匠の身の回りの世話担当をつとめていた。当時の人気番組『ビートたけしのスポーツ大将』では運動神経の良さを生かし、陸上競技やスキーで活躍を見せた。
当時、一連のたけしのタレントショップの起業で北野印度会社（カレー店）、KITANO CLUB等のマネージメントにも関わっていた事もある。1989年には漫才コンビを友人と組み、軍団活動から離れた。
当時、出戻り弟子で先輩の古田古が裕福なたけしファンに恐喝まがいの行動を取った事に怒り、『スポーツ大将』の収録中にノックバットで病院送り（頭蓋骨骨折）にした。この事は「川崎球場ノックバット事件」として知られ、当時ラジオ番組『ビートたけしのオールナイトニッポン』でもこの事件の擬似裁判が番組企画として行われた。その結果、古田はその悪行が露見して永久破門。その他、太田出版の高瀬幸途が自ら侮辱した事が発端で大道が太田出版に殴り込んだ事もあり、気性の荒い一面を見せる。
芸名の由来は上京直前までの職業が札幌の電器店勤務であった事から、座興での命名の場でたけしの連想で「電器店」⇒「テレビ」⇒「テレビと言えばキドカラー（日立製作所）」とやや強引に付けられた。当初は出演する番組のスポンサーに合わせてパナカラー（松下電器）やトリニトロン（ソニー）等と変化するという趣向だったが活躍する事はなく、名前が変化する事は最後まで無かった。
「たけし軍団セピア」在籍時代に、たけしの店「北の屋」を近藤真彦が訪れた際、近藤が乗りつけたフェラーリの見張りをさせられた事が有る。近藤と大道は同い年で、それをヒントにしたたけしが「同い年でもこんなに違う」というコーナーを『オールナイトニッポン』で始めている。
タレントはすでに廃業しており、芸能界とは距離を置いている。2013年4月末からTwitter上で上記の殴り込み事件の顛末など、軍団在籍当時のエピソードをたけしへの尊敬の念とともに一気に書き連ね話題となった。ごく短期間でアカウントは非公開になり、読むことができなくなった。この際のツイートは大部分が消去されたもののアカウントは再度公開されており、ときおり軍団時代の思い出が書き連ねられている。

## 主な出演番組
- たけしのスポーツ大将（テレビ朝日系）
- 痛快なりゆき番組 風雲!たけし城（TBS系）
- OH!たけし（日本テレビ系）
- スーパージョッキー（日本テレビ系）

## 主な関連書籍
- ビートたけしの幸か不幸か（ニッポン放送出版） 1985年12月
- ビートたけしの不幸中の幸い（ニッポン放送出版） 1986年12月
- ツノだせヤリだせ たけし軍団物語（太田出版） 1986年7月
- 12月10日から3月27日まで僕たちが考えたこと―作品集（太田出版） 1987年5月
- ビートたけしのここに幸あり―カセット版ベスト・オブ・オールナイトニッポン（扶桑社） 1988年3月
- ビートたけしの全面幸福（太田出版） 1988年5月
- ビートたけしのオールナイトニッポン傑作選! (本人本)(太田出版) 2008年1月

## 主な参加音源
- I FEEL LUCKY（ビートたけし&たけし軍団）
- たけし城音頭